# Рудник Кумушкан
Рудник Кумушкан – колишній гірничодобувний майданчик на сході Узбекистану, що знаходився на західному схилі Чаткальського хребта.
Видобуток дорогоцінних металів у Кумушкані вели ще в часи монгольського панування. Про це свідчать виявлені під час сучасних гірничих робіт тунелі, в яких, зокрема, знайдені підтвердження використання рабської праці полонених китайців.
В кінці 1940-х за результатами геологорозвідувальних робіт для видобутку срібла організували рудник Кумушкан. Його розробка велась лише до кінця 1950-х, коли копальню законсервували з метою вивільнити ресурси для розробки виявлених в центральному Узбекистані великих родовищ. За іншими даними, рудник діяв з 1951 по 1961 роки.
Є відомості, що в наші часи входи до виробіток рудника підірвали, щоб унеможливити їх використання озброєними екстремістами.